# Fish Fight!
Fish Fight!（フィッシュ・ファイト!）は、日本の歌手グループ、野猿の11枚目のシングル、およびラストシングル。2001年2月28日にavex trax（現・エイベックス・エンタテインメント）から発売された。

## 解説
フジテレビ系『とんねるずのみなさんのおかげでした』オープニングテーマ曲。歌詞の主人公の魚はフナであり、フナが鯉などに対して劣等感をもちつつも、強く生きていこうとするような内容である。
ラストシングルにして初めて秋元康の作詞ではなく、作曲担当の後藤次利作詞の曲である。これは、楽曲制作の際に後藤がつけていた仮歌の歌詞を石橋貴明がいたく気に入り、そのまま正式な歌詞として採用されたからである。PV監督も『ウルトラマンゼアス』の監督を務めた中島信也が担当している。
これまでの彼ら（「feat. CA」や「front 4men…」含む）のPVは、TV番組などで歌うときの「ショートバージョン」の長さでしか撮影されなかったが、今回は歌自体の短さも相まってか、シングルに収録された歌詞そのままの「フルバージョン」で撮影されている（もちろん、最初で最後である）。また、これまでの彼らの作品と比べると、コミックソングの要素が高いものになっている。TV出演時やステージ上では、メンバー全員が頭にフナのかぶりものをして歌っていた。こうした理由を当時、石橋貴明は「もともと『偽者のKinKi Kids』のバックという、いわば“ギャグ”から（グループが）始まったのだから、最後も“ギャグ”で終わろうということ」と語っていた。
CDジャーナルは歌詞やアレンジ故にこの曲を「現代版『スシ食いねェ!』」と評価している。なお、「スシ食いねェ!」の作曲は後藤次利によるものである。

## 収録曲
1. Fish Fight!
作詞・作曲・編曲：後藤次利
ベストアルバム『撤収』に収録。
2. Slave
作詞：秋元康、作曲・編曲：後藤次利
3. We're the "YAEN" 2001
作詞：石橋貴明・木梨憲武、作曲・編曲：後藤次利
4. Fish Fight! -Original Karaoke-
5. Slave -Original Karaoke-
6. We're the "YAEN" 2001 -Original Karaoke-

## カバー
- 片霧烈火（2012年）アルバム「CLOSED/UNDERGROUND Chronicle vol.09 LTN is beginning」収録。